# Jacques-François de Menou

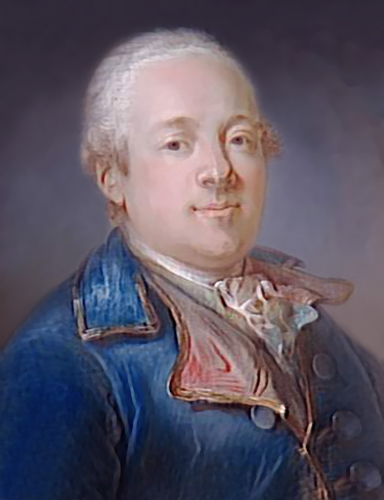
Jacques-François de Menou, baron de Boussay

Jacques-François de Menou, baron de Boussay (albo Abdullah Jacques-François de Menou, baron de Boussay) (ur. 3 września 1750 w Boussay, zm. 13 sierpnia 1810 w Villa Corneso w pobliżu Mestre) – francuski generał okresu I Republiki i Cesarstwa.

## Życiorys
Pochodził ze szlachty i był synem generała. W roku 1766 zaczął służbę w pułku karabinierów. W roku 1788 został pułkownikiem, w 1789 był deputowanym szlachty do Stanów Generalnych, zaś w 1790 przewodniczącym Konstytuanty. W 1791 powrócił do armii – w roku 1793 awansował na generała brygady, a w 1793 na generała dywizji. W tym samym roku został ranny w walce z powstańcami wandejskimi i wycofał się ze służby. W roku 1795 powrócił jednak do armii i został dowódcą Armii Wewnętrznej. W trakcie zamachu stanu 13 Vendémiaire załamał się po pierwszym starciu i zaczął prowadzić rokowania z rojalistami. Ostatecznie sytuację uratował jednak generał Bonaparte, sprowadzony przez Barrasa. W związku ze swoim zachowaniem Menou został postawiony przed sądem, w trakcie postępowania uwolniono go jednak od zarzutów.
W roku 1798 wyruszył jako dowódca 4 dywizji Armii Wschodu Bonapartego do Egiptu, gdzie w roku 1799 jako pierwszy wdarł się do Aleksandrii, otrzymując przedtem siedem ran. W Egipcie był najpierw gubernatorem Rosetty, a potem właśnie Aleksandrii. To za jego administracji odkryto tzw. Kamień z Rosetty, który później pozwolił na odczytanie hieroglifów. Po śmierci Klébera 14 czerwca 1800 r. Menou został dowódcą opuszczonej przez Napoleona Armii Wschodu. Pod wpływem swej arabskiej żony przeszedł na islam i kazał się nazywać Abdullahem. 8 marca 1801 roku Brytyjczycy wysadzili 18-tysięczny desant i wkrótce zajęli Aleksandrię. Menou pospieszył przeciwko nim i 21 marca z 11 tys. ludzi zaatakował ich ufortyfikowane pozycje w ruinach rzymskiego miasta Kanopa. Francuzi zostali rozbici ze stratą 2,5 tys. poległych (w tym 3 generałów) i 1,4 tys. rannych. W wyniku ran odniesionych w trakcie bitwy w tydzień po niej zmarł też naczelny dowódca sił brytyjskich, generał Ralph Abercromby. Po tej bitwie 15 tys. Francuzów musiało walczyć przeciwko 90 tys. Brytyjczyków i Turków, którzy stopniowo spychali ich do Aleksandrii i Kairu. Menou kapitulował 31 sierpnia w Aleksandrii, uzyskując przewiezienie swoich żołnierzy na brytyjskich okrętach do Francji, gdzie dotarł 14 października. Innym z warunków układu było oddanie zebranych w Egipcie zabytków, w tym Kamienia z Rosetty, Brytyjczykom.
W 1804 roku Menou otrzymał Legię Honorową II klasy i został administratorem generalnym Piemontu, zaś w roku 1808 gubernatorem generalnym Toskanii, a następnie w 1809 Wenecji, w pobliżu której zmarł.